# Милтон (Новая Зеландия)
Ми́лтон (англ. Milton), ранее известный как Токомаириро или Токомаираро (англ. Tokomairiro, Tokomairaro) — город с населением 2157 человек, расположенный на Южном острове Новой Зеландии, в 50 км к югу от Данидина, в регионе Отаго. Через город проходит Государственное шоссе 1. Он расположен в пойме реки Токомаираро, один из рукавов которой проходит мимо северной и южной окраин города. Эта река дала название многим местным достопримечательностям, в частности, главной школе города — средней школе Токомаириро.
Город был основан в 1850-х годах, и долгое время велись споры о его названии. Так как поселение было основано как мукомольный городок, первоначально предлагалось назвать город «Миллтаун». Однако, это название было сокращено из-за ассоциации с одноимённым поэтом. Не исключено, однако, что фамилия Мильтон вдохновила на выбор названий улиц — улицы города названы в честь выдающихся британских поэтов.

## История
На раннюю историю Милтона большое влияние оказало обнаружение Габриэлем Ридом золота в овраге недалеко от соседнего городка Лоуренс. Поскольку Милтон находился рядом с одним из самых легкодоступных путей во внутренние районы страны, он сильно вырос в годы золотой лихорадки 1860-х годов и стал основным перевалочным пунктом для старателей, направлявшихся на золотые прииски.

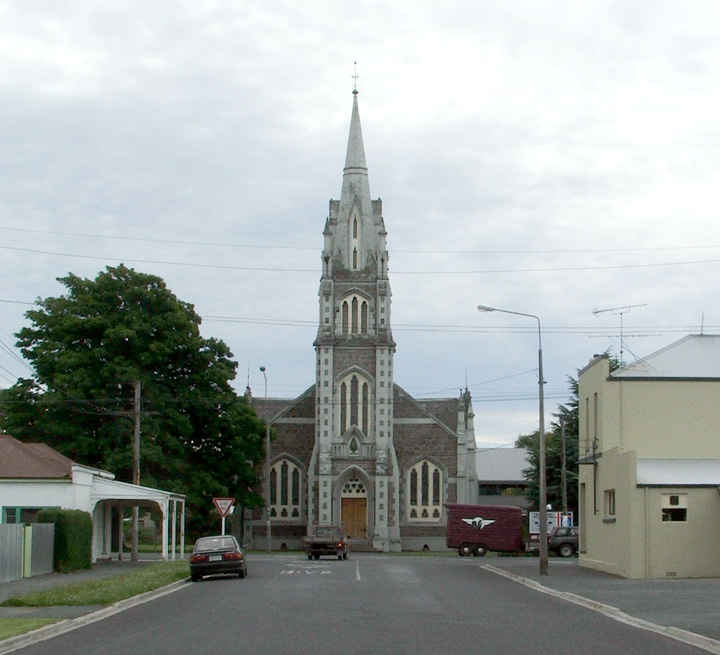
Церковь Лоусона возвышается над старой дорогой на Фэрфакс (Токоити).

Первоначально город был заложен в Фэрфаксе, поселении, расположенном у подножия холмов к юго-востоку от города. По мере того, как связь с золотыми приисками становилась всё более важной, а необходимость превращения города в перевалочный пункт возрастала, размер поселения вырос, и оно заняло территорию на равнинах вокруг реки.
В это время по проекту архитектора Роберта Лоусона была построена готическая пресвитерианская церковь Токомаириро. Церковь до сих пор является самой заметной достопримечательностью города и видна с равнины Токомаириро за несколько километров. Она расположена в конце главной дороги, соединяющей Фэрфакс с основным маршрутом на юг из Данидина к золотым приискам, и является внушительным сооружением, доминирующим на этой дороге.
Милтон был важным городом в раннем Отаго — гораздо более важным, чем сегодня, в основном благодаря своему расположению на пути к золотым приискам, а также благодаря одним из крупнейших в регионе шерстяным фабрикам Брюса. Среди других известных предприятий была фабрика по производству бекона «Киви», филиал которой находился в Милтоне до начала 1980-х годов. Важность города в первые годы заселения Новой Зеландии подчёркивается тем, что он был одним из первых городов, связанных междугородней телефонной связью: первая междугородная линия связала Милтон и Данидин в феврале 1878 года. Только в начале XX века по количеству абонентов Милтон уступил значительно более крупному городу Балклута.
Город был также важен для сферы образования в раннем Отаго. В 1856 году, всего через восемь лет после основания провинции, здесь была основана школа Токомаириро, которая сейчас разделена на начальную школу Милтона и среднюю школу Токомаириро. Школа в течение многих лет была одной из ведущих школ региона.

### Железная дорога

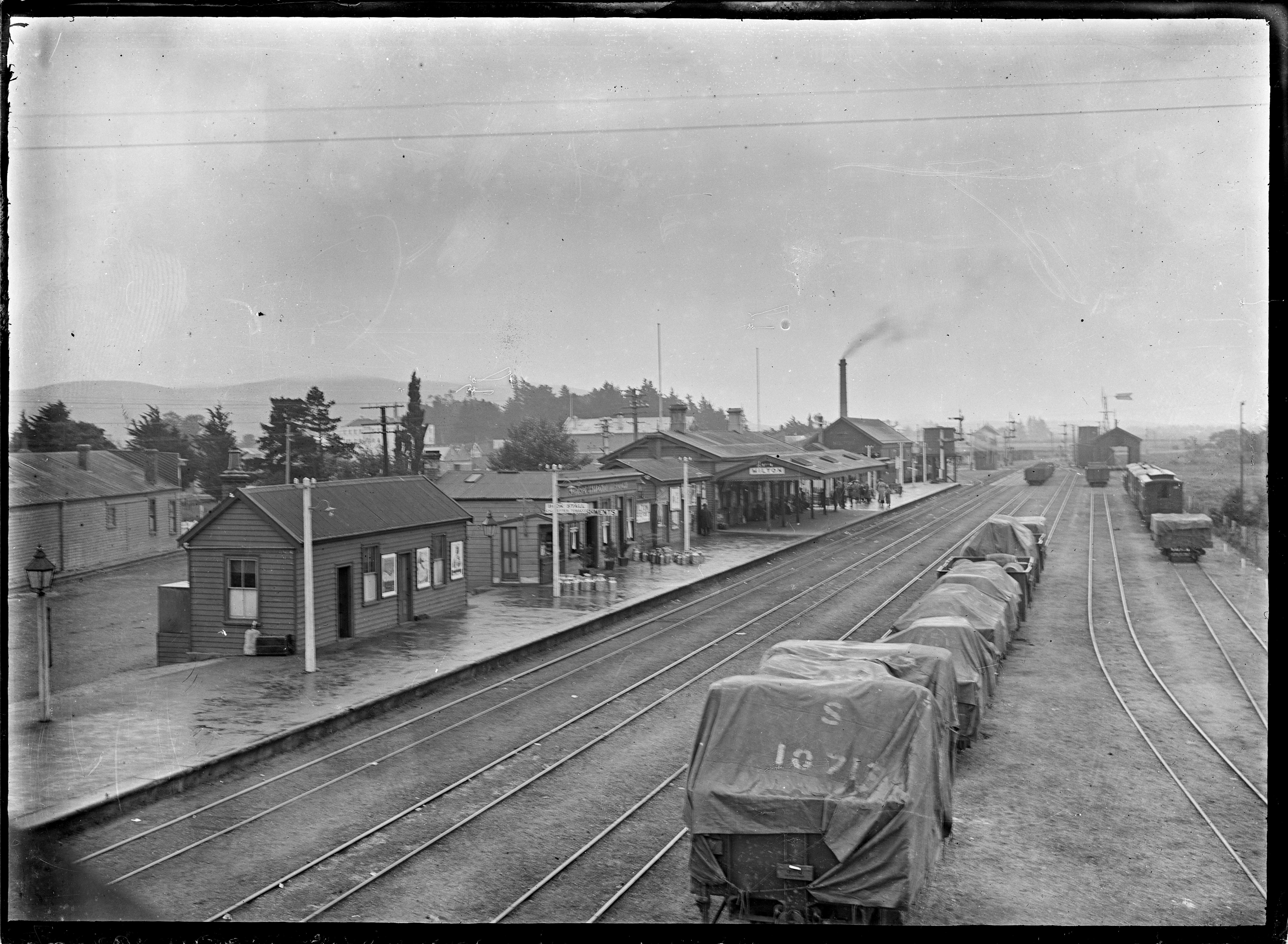
Железнодорожная станция Милтон в 1926 году

Милтон был подключен к национальной железнодорожной сети в начале 1870-х годов, когда через город была проложена Главная Южная линия. Первые грузы в Милтон по ней были доставлены в октябре 1874 года. Официальное открытие железной дороги от Грин-Айленда до Балклуты состоялось 1 сентября 1875 года. Станция Милтон находилась в 3,13 км (1,9 миль) к востоку от Кларксвилля, в 5,87 км (3,6 миль) к югу от Милберна, 434,37 км (270 миль) от Крайстчерча, и в 56,9 км (35 миль) от Данидина.
В 1907 году город стал железнодорожным узлом, когда для облегчения работы было построено продолжение Роксбургской ветки вдоль Главной Южной линии от Кларксвилля до Милтона. В 1960 году Милтон утратил этот статус, когда расширение было демонтировано, а узел Роксбургской ветки вернулся в Кларксвилль. Главная Южная линия по-прежнему проходит через город, хотя станция закрылась для пассажиров 1 декабря 1970 года, когда на смену экспрессу South Island Limited пришёл Southerner, который не останавливается в Милтоне.
На станции Милтон размещалось депо на два локомотива, пассажирская платформа, длиной 161 фут (49 м) (позже увеличена до 485 футов (148 м)), вокзал 3 класса, подъезд к платформе, товарный склад, размером 100 футов (30 м) на 30 футов (9,1 м), погрузочная платформа, скотные дворы, дом начальника станции. С 1895 по 1957 годы на станции располагался железнодорожный буфет, а с 1897 года — книжный киоск.
В 1927 году был добавлен поворотный круг длиной 70 футов (21 м). В 1938 году и в 1959 году в депо произошли пожары, однако локомотивы класса А, находившиеся там, не пострадали. Кроме того, пожары произошли на вокзале в 1942 году и на складе в 1944 году. Скотные дворы закрылись в 1971 году. В декабре 1988 года здесь ещё оставалось здание вокзала, веранда, платформы и склады, как видно на аэрофотоснимке 1986 года, но к 1995 году они исчезли.

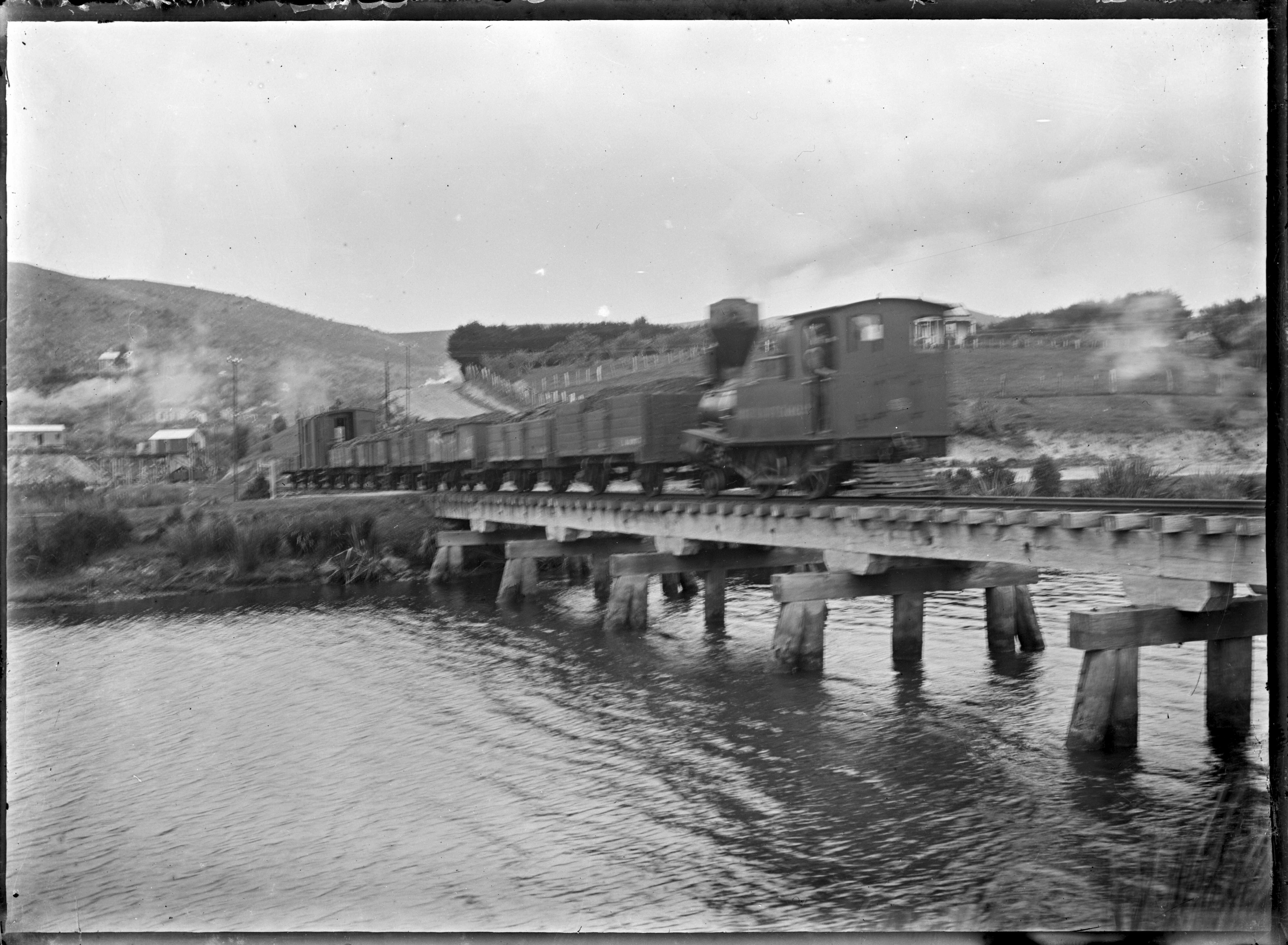
Железнодорожный мост 1908 года через реку Токомаираро в Уаронуи, ок. 1926 г.

#### Угольные шахты и железнодорожная линия
Добыча угля велась в нижней части долины Токомаираро с 1855 года. Строительство железной дороги здесь рассматривалось еще в 1875 году. Добыча угля у Фортификейшн-хилл (англ. Fortification Hill) началась в 1882 году, однако плохие дороги и сложное судоходство по реке ограничивали добычу.
Компания Fortification Railway and Coal Company начала строительство железной дороги в 1900 году и открыла её 3 апреля 1901 года. В 1903 году компания ликвидировалась.
В 1906 году компания Bruce Coal Company Ltd открыла новую шахту на другом берегу реки, назвав ее Уаронуи. Через реку был построен временный мост, а железная дорога была продлена примерно на 0,5 миль (0,80 км) к новому руднику. В 1908 году шахта была продана компании Glendining and Co. Таким образом, железнодорожная ветка протяжённостью около 6 миль (9,7 км) шла от Милтона на юго-запад, несколько раз пересекая реку Токомаираро до рудников Фортификейшн и Уаронуи. Линия мало использовалась после гибели двух шахтёров в 1930 году, а в 1932 году она была продана на металлолом.

### Керамика Милтона
Ранняя слава Милтона была связана с его гончарным производством, которое часто считалось одним из лучших в стране. В Южном Отаго есть богатые залежи глины, а гончарные заводы в конце XIX века были основным работодателем во всём Южном Отаго и Саутленде. В период с 1873 по 1915 годы в районе Милтона действовали многочисленные гончарные заводы. Одним из них был недолго просуществовавший Tokomairiro Steam Pottery Works Уильяма Уайта, который считается первым промышленным производством керамики в Южном полушарии.
Гончарный завод Милтона был спасён от разорения в 1880 году бывшим мэром Данидина, Чарльзом Ривзом. Производство керамики достигло своего пика в 1880-х годах. В это время работало пять обжиговых печей и было занято более 40 сотрудников, которые производили строительные материалы — кирпич и плитку, умывальники, а также столовые сервизы, вазы и кувшины.
Промышленность в Милтоне не пережила потери рабочей силы во время Первой мировой войны, хотя гончарное производство продолжалось в Южном Отаго в Бенхаре около Балклуты. Здесь до 1990-х годов сохранялось крупное производство унитазов и другой домашней керамики.

## Население
С 1976 по 2013 годы численность населения Милтона сократилась на 13,6%, но сейчас медленно растёт. Население Милтона старше, чем в среднем по стране (37,4 года).
По данным переписи населения 2018 года население Милтона составляло 2157 человек, проживающих в 861 домохозяйстве:
| Год  | Население | Средний возраст | Домохозяйства | Средний доход | Национальный средний доход |
| ---- | --------- | --------------- | ------------- | ------------- | -------------------------- |
| 2006 | 2046      |                 |               |               | $24 100                    |
| 2013 | 2070      | 41,7            |               |               | $27 900                    |
| 2018 | 2157      | 42,9            | 861           | $26 800       | $31 800                    |

Немногие родились за границей — 8,4 % (национальный уровень — 27,1 %). В 2018 году основными этническими группами были:
| Европейцы | Маори  | Азиаты | Тихоокеанский регион |
| --------- | ------ | ------ | -------------------- |
| 87,8 %    | 17,8 % | 1,9 %  | 1,7 %                |

8,1 % опрошенных отказались назвать свою религию, 56,1 % не исповедовали никакой религии (по сравнению с 34,9 % в 2006 году), 33,4 % были христианами и 2,7 % придерживались других религий.
4,9 % имели степень бакалавра или выше, 35,9 % не имели формальной квалификации. 47,2 % были заняты полный рабочий день, 14,6 % — неполный рабочий день и 3,1 % были безработными.. Около 5 % населения работало в Данидине.

## Современный Милтон
Сегодня Милтон — второй по величине город Южного Отаго после Балклуты. Архитектура города в основном представляет собой ленточную застройку вдоль главного шоссе (Государственное шоссе 1 (Новая Зеландия)), с продолжением к северу от северного рукава реки (пригород Хеленсбрук). Старый город Фэрфакс сейчас является деревней с маорийским названием Токоити (что означает «маленькие столбы»). Государственное шоссе 1, в черте города называющееся Юнион-стрит, является главной дорогой города. Пять основных жилых улиц идут параллельно Юнион-стрит (Элдерли, Аякс, Спенсер, Джонсон и Чосер-стрит), причём эти улицы соединены другими дорогами, образуя в основном регулярную сетку. Токоити находится в одном километре к юго-востоку от города.
Основным источником доходов Милтона является обслуживание близлежащих фермерских хозяйств, хотя лесное хозяйство также приобретает всё большее значение. Здесь также расположена компания Calder Stewart, одна из крупнейших строительных фирм Новой Зеландии.
Фермерский поселок Милберн в двух километрах к северу от Милтона был выбран в качестве места расположения новой тюрьмы, открытой в 2007 году и рассчитанной на 485 заключённых. Официально называемая просто исправительным учреждением Отаго, она быстро получила прозвище «Милтон Хилтон».

### «Изгиб»

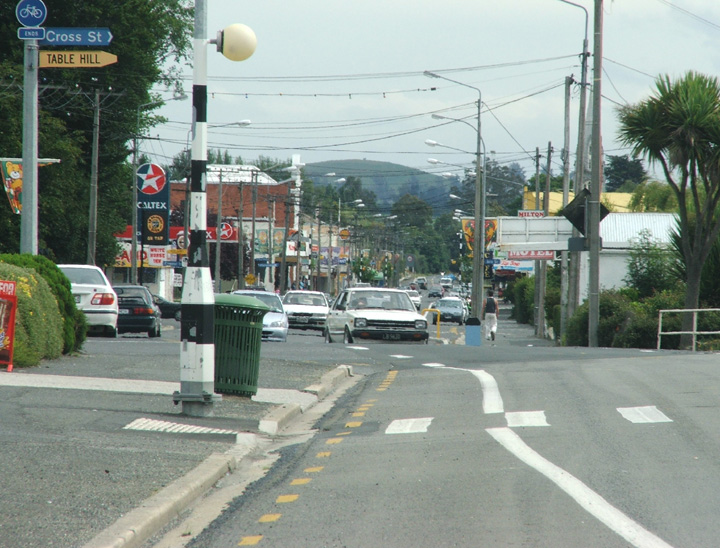
Автомобили проезжают по изгибу трассы на Юнион-стрит, Милтон

В Милтоне есть необычная аномалия в планировании — главная улица (Юнион-стрит) на протяжении нескольких километров идёт прямо, пересекая пойму реки Токомаираро и город, но в северной части Милтона она изгибается в координатах 46°06′59″ ю. ш. 169°57′50″ в. д.. При движении на север по главной улице дорога смещается на целую ширину дороги к западу.
Причина возникновения такой планировки доподлинно неизвестна. Широко распространённое мнение, но не официальное, гласит, что дорога была проложена двумя геодезистами, один из которых двигался на север, а другой — на юг, и каждый из них проложил дорогу справа от своей геодезической линии. Ещё одно широко распространённое мнение гласит, что изгиб дороги был сделан для того, чтобы защитить большое дерево, которое раньше стояло на этом месте. Однако, почему во время освоения территории для мукомольного производства нужно было обходить одно дерево, и почему дорога не вернулась к своей первоначальной линии после этого, эта теория не объясняет. 6 мая 2021 года в газете Stuff была опубликована авторская статья с расследованием этой темы.

## В популярной культуре
Майкл Пейлин описывает Милтон в своей книге 1997 года «Вокруг света» как «маленький неприметный городок». Далее он продолжает: «И всё же нигде не встречалось ничего более похожего на Британию. Готический шпиль возвышается над приходской церковью из красного кирпича. Здесь есть общежитие Армии спасения, дом отдыха «Уютная деревня» и реклама леденцов «Морозный мальчик». Сады и поля, раскинувшиеся вокруг, могли бы быть прямо из моего родного Йоркшира примерно тех времён, когда я родился».

## Образование

### Начальные школы
Милтонская школа (англ. Milton School) — государственная начальная школа совместного обучения для учащихся 1–6 классов, в которой по состоянию на июль 2021 года обучалось 119 человек.
Школа Токоити — государственная начальная школа совместного обучения для учащихся 1—6 классов, которую по состоянию на июль 2021 года посещал 31 ученик.
Школа Святой Марии — государственная католическая начальная школа совместного обучения для учащихся 1–6 классов, в которой по состоянию на июль 2021 года обучалось 66 человек.

### Средние школы
Средняя школа Токомаириро — государственная средняя школа совместного обучения для учащихся 7—13 классов, которую по состоянию на июль 2021 года посещал 235 ученик.

## Известные люди
- Кен Блоксхэм[англ.], бывший член сборной Новой Зеландии по регби All Blacks[61].
- Ричард Хэйс[англ.], пилот[62].
- Саманта Хейс[англ.], тележурналист[63].
- Томас Джозеф Кинг[англ.], армейский офицер[64].
- Тони Крефт[англ.], бывший член сборной Новой Зеландии по регби All Blacks[65].
- Фрэнк Оливер[англ.], бывший член сборной Новой Зеландии по регби All Blacks[66].
- Ричард Пирс, пионер авиации, некоторое время живший в Милтоне[67].
- Мартин Филлиппс, музыкант, который провёл часть своего детства в Милтоне.
- Эдвард Стюарт[англ.], бывший член сборной Новой Зеландии по регби All Blacks[68].
- Дэрил Таффи[англ.], бывший член сборной Новой Зеландии по крикету[69].